# 메로엣타의 반짝반짝 음악회
《메로엣타의 반짝반짝 음악회》(일본어: メロエッタのキラキラリサイタル)은 2012년 7월 14일에 개봉된 제 15기 포켓몬스터 극장판 큐레무 VS 성검사 케르디오와 함께 동시상영되는 영화이다.

## 등장 포켓몬
- 나옹
- 피카츄
- 주리비얀
- 수댕이
- 메로엣타
- 마자용
- 치코리타